# Síndrome pontino lateral
El síndrome pontino lateral, también llamado síndrome de Marie-Fox, es una lesión similar al síndrome medular lateral, pero como se produce en la protuberancia, también afecta al núcleo del nervio facial de la protuberancia.

## Síntomas
Los daños en las siguientes zonas producen síntomas (de medial a lateral): 
| Estructura afectada                                  | Efecto |
| ---------------------------------------------------- | --- |
| Tracto espinotalámico lateral                        | Pérdida contralateral de dolor y temperatura del tronco y extremidades. |
| Núcleo facial y nervio facial (CN.VII)               | (1) Parálisis ipsilateral de la parte superior e inferior de la cara (lesión de la neurona motora inferior). (2) Pérdida ipsilateral del lagrimeo y disminución de la salivación. (3) Pérdida ipsilateral del gusto de los dos tercios anteriores de la lengua. (4) Pérdida del reflejo corneal (rama eferente). |
| Núcleo y tracto trigémino espinal                    | Pérdida ipsilateral de todas las modalidades sensoriales de la cara (hemianestesia facial) |
| Núcleos vestibulares y fibras nerviosas intraaxiales | Nistagmo, náuseas, vómitos y vértigo |
| Núcleos cocleares y fibras nerviosas intraaxiales    | Sordera - Sordera central ipsilateral |
| Pedúnculo cerebeloso medio e inferior                | Ataxia de miembros y andadura ipsilateral |
| Tracto simpático descendente                         | Síndrome de Horner ipsilateral (ptosis, miosis y anhidrosis) |

## Causas
Puede deberse a una interrupción de la irrigación sanguínea de la arteria cerebelosa anterior inferior o de las arterias circunferenciales